# Octomeria estrellensis
Octomeria estrellensis é uma pequena espécie de orquídea (Orchidaceae) originária do Brasil.